# اگر تو بودی
اگر تو بودی (اسپانیایی: Si fueras tú‎) یک مجموعهٔ تلویزیونی دلهره‌آور درام اسپانیایی است که در سال ۲۰۱۷ منتشر شد. از بازیگران این سریال می‌توان به ماریا پدراسا، اینگرید روبیو، آدریا کویادو و روت دیاس اشاره کرد.

## خلاصه
نقطه شروع داستان آنجایی است که آلبا، دختری ۱۷ ساله، به محله ای جدید نقل مکان می‌کند. اما آنچه عجیب است این است که او به طرزی باورنکردنی شبیه دختر دیگری به نام کریس است که از شش ماه قبل ناپدید شده‌است…